# Harry & Paul
Harry & Paul (originalmente intitulado Ruddy Hell! It's Harry & Paul) é um programa de televisão britânico de comédia estrelado por Harry Enfield e Paul Whitehouse. Foi transmitido pela primeira vez na BBC One em 13 de abril de 2007.

## Transmissão internacional
| País          | Canal         |
| ------------- | ------------- |
| Austrália     | ABC TV        |
| Canadá        | Super Channel |
| Finlândia     | Sub           |
| Nova Zelândia | TVNZ 1        |
| Polônia       | HBO Poland    |
| Russia        | 21+           |